# Route Transfăgăraș

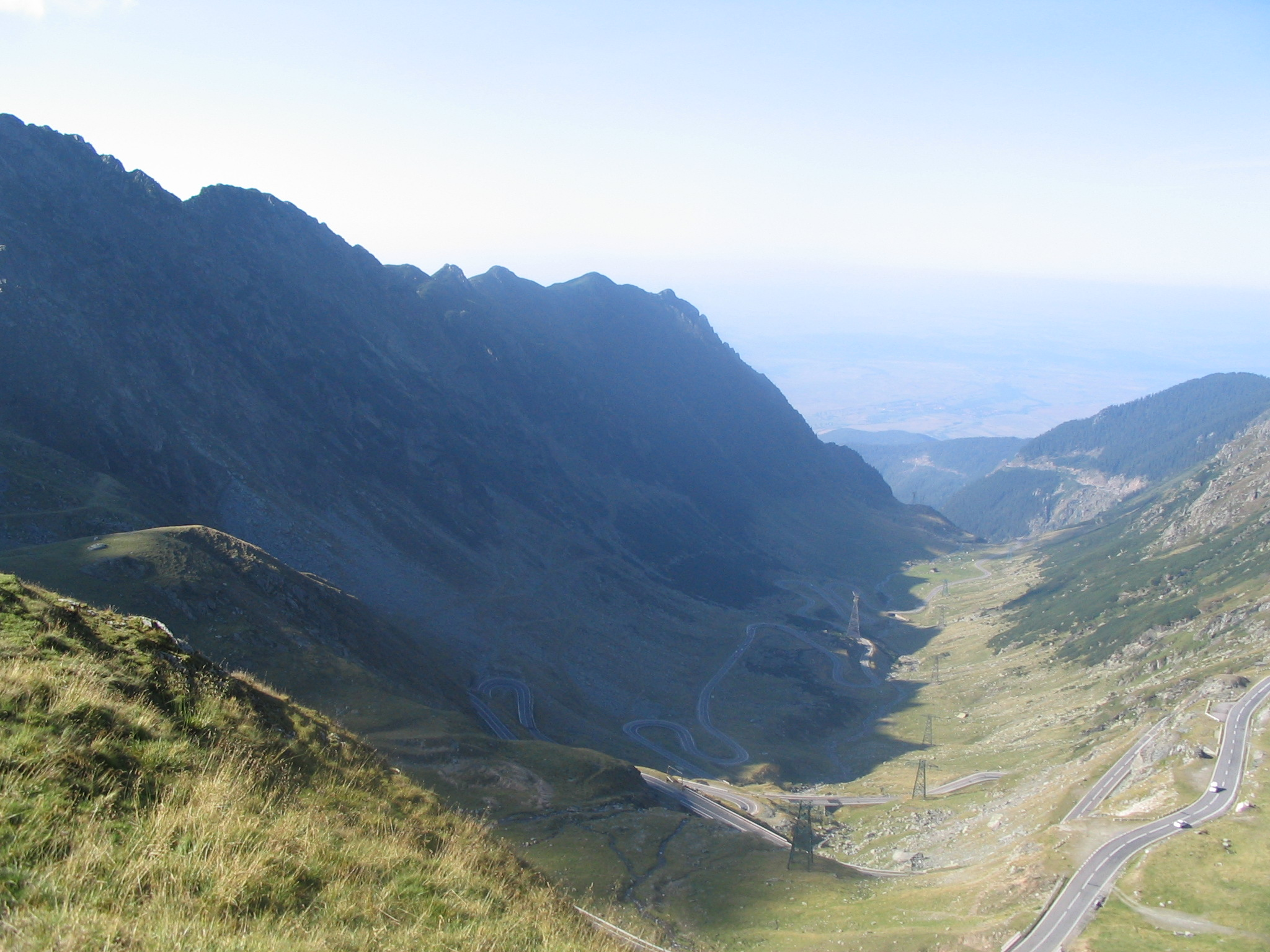
Vue de la Transylvanie (le plateau transylvain visible à l'arrière-plan de la photo) depuis les Carpates.

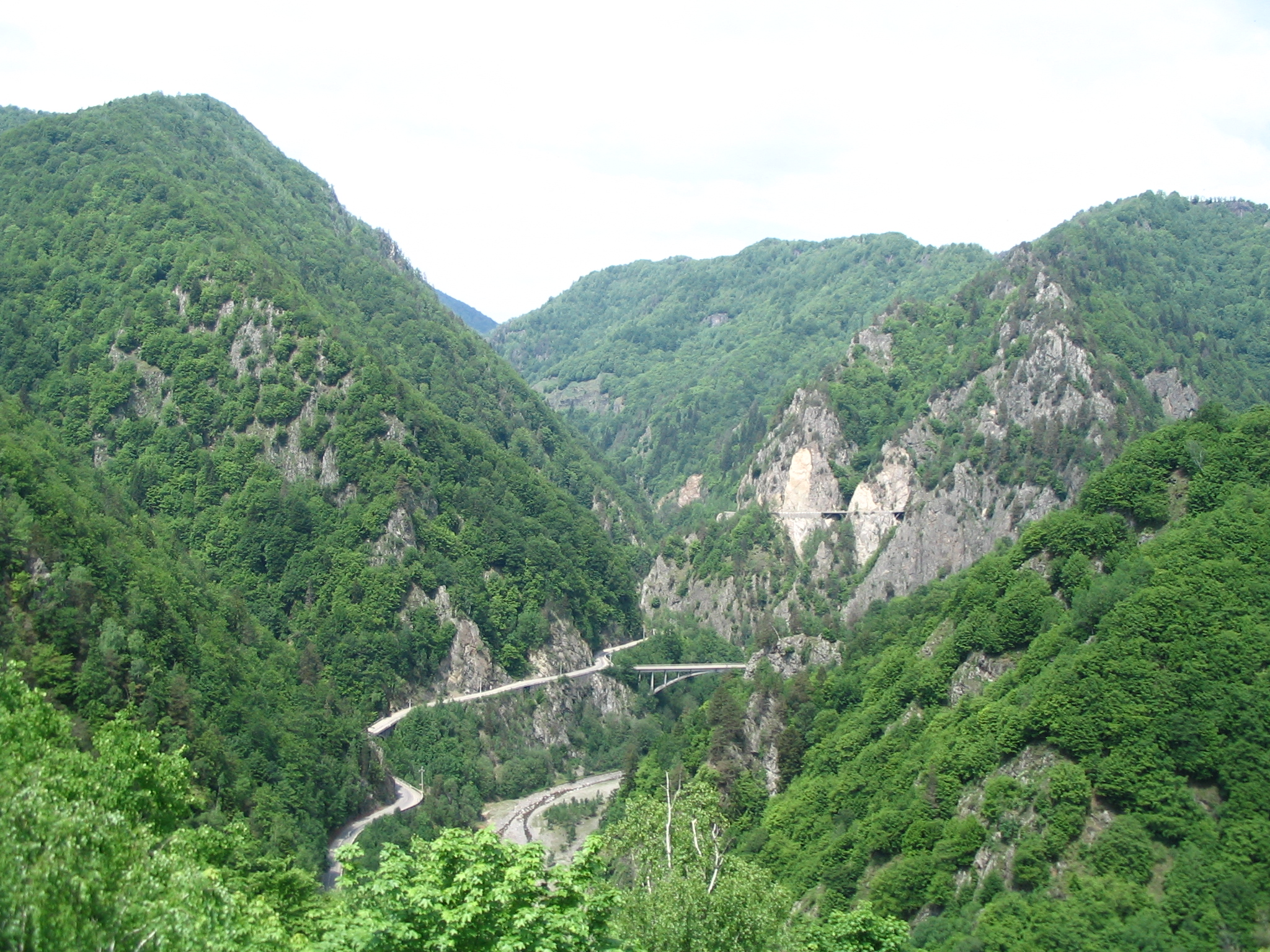
Vue de la route depuis la citadelle d'Arefu

La Route Transfăgărașan (dénomination officielle DN7c - Drumul Național 7C) est une route de Roumanie d'environ 100 km de long, traversant les Alpes de Transylvanie entre Curtea de Argeș au sud et la Transylvanie (près de Făgăraș) au nord. C'est l'une des plus hautes routes et la plus haute route bitumée de Roumanie (un peu moins de 2 000 m d'altitude). Elle traverse les monts Făgăraș, d'où son nom.
Elle est bloquée par la neige généralement entre mi-octobre et mi-juin.

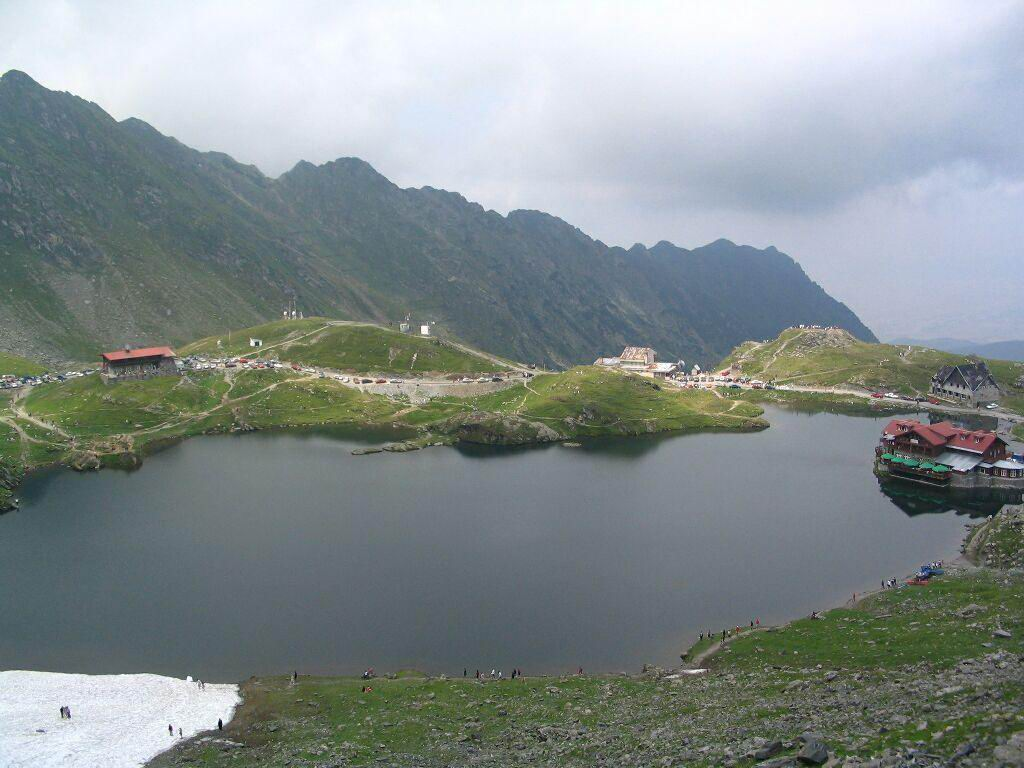
Lac Bâlea, Județ de Sibiu.

## Histoire

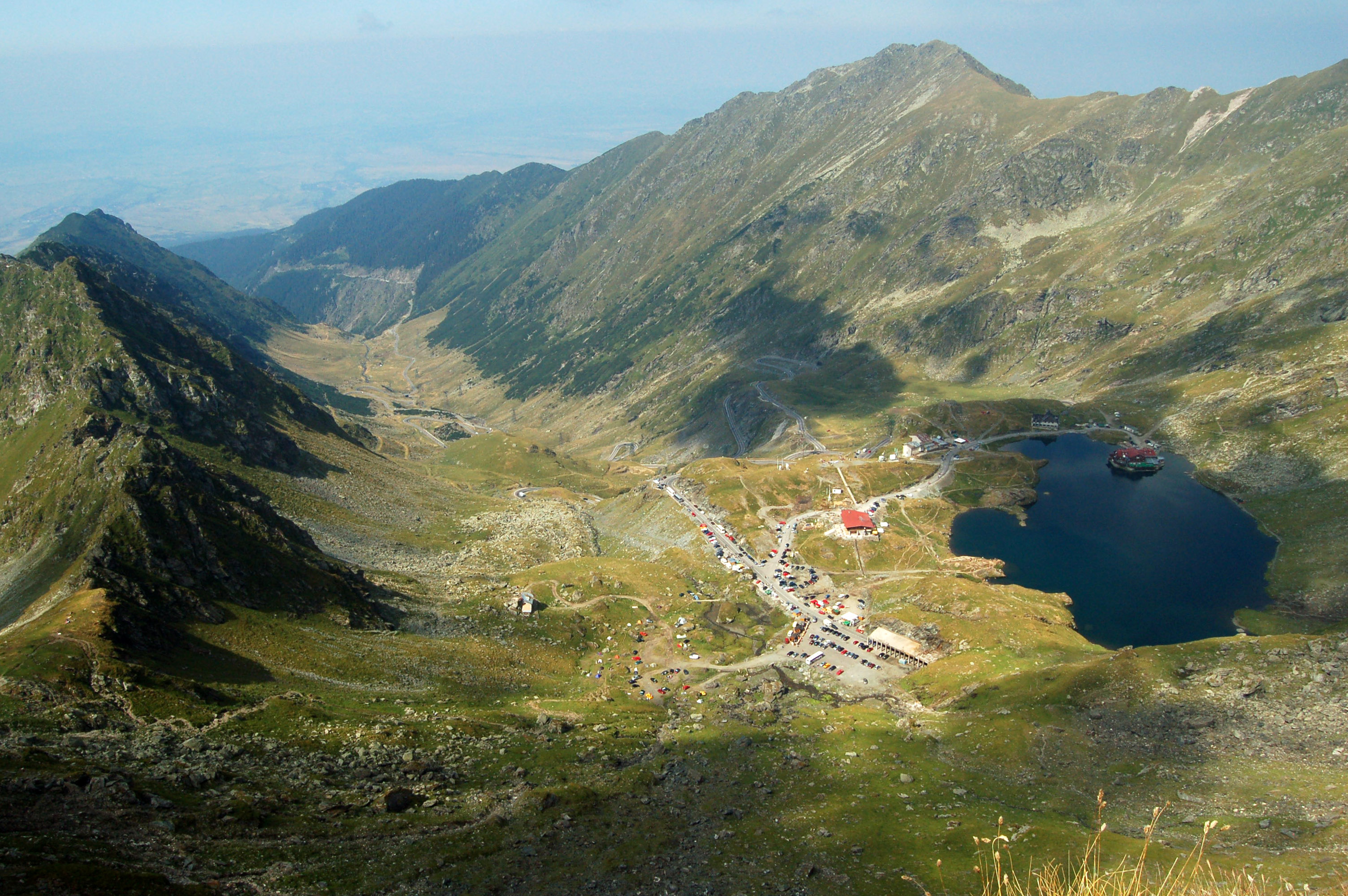
Vue aérienne de la Transfăgărăşan et du Lac Bâlea

La Route Transfăgărașan a été construite entre 1970 et 1974, sous le régime de Nicolae Ceaușescu. Ce dernier voulait assurer une route stratégique à travers les montagnes. L'inauguration a eu lieu le 20 septembre 1974.
Cette route a été construite en réponse à l'invasion de la Tchécoslovaquie par l'URSS en 1968. Ceausescu désirait garantir une intervention militaire à travers les montagnes des Carpates dans le cas où l'URSS tenterait une opération en Roumanie. À cette époque, la Roumanie disposait déjà de plusieurs axes routiers traversant le sud du massif des Carpates hérité de l'ère pré-communiste ou conçus lors des premières années du régime communiste.

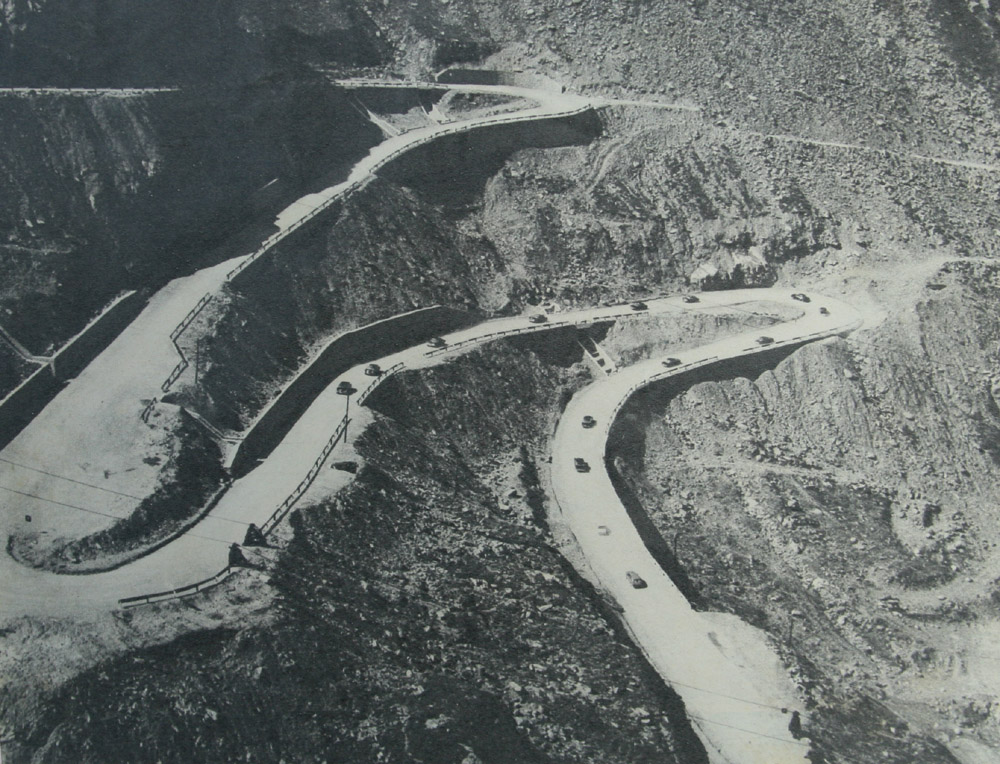
la Transfăgărășan en 1974.

Elle a été réalisée avec des moyens matériels considérables, mais également au prix de nombreuses vies humaines (soldats et ouvriers). Officiellement il y a eu 40 morts lors de la réalisation de la route, mais les personnes encore en vie 35 ans après parlent de centaines de vies humaines perdues. Répondant à une entrevue, un témoin de ce temps dit : « Uniquement pour la construction du barrage environ 400 personnes ont perdu la vie ».

## Intérêts touristiques
- Curtea de Argeș
- Barrage Vidraru et lac Vidraru.
- Lac Bâlea, lac glaciaire situé à environ 2 000 m d'altitude
- Une chute d'eau : la cascade Bâlea
- Citadelle de Poenari : une citadelle en ruine construite par Vlad Țepeș dans la commune d'Arefu
- Au sommet de la route, un tunnel de 875 m.
- Divers refuges. Citons Cabana Capra et Cabana Bâlea.